# Institut technologique de Bandung
Pour les articles homonymes, voir ITB.
L'Institut technologique de Bandung (en indonésien Institut Teknologi Bandung ou ITB) est un établissement d'enseignement supérieur indonésien situé dans la ville de Bandung, dans la province de Java occidental.

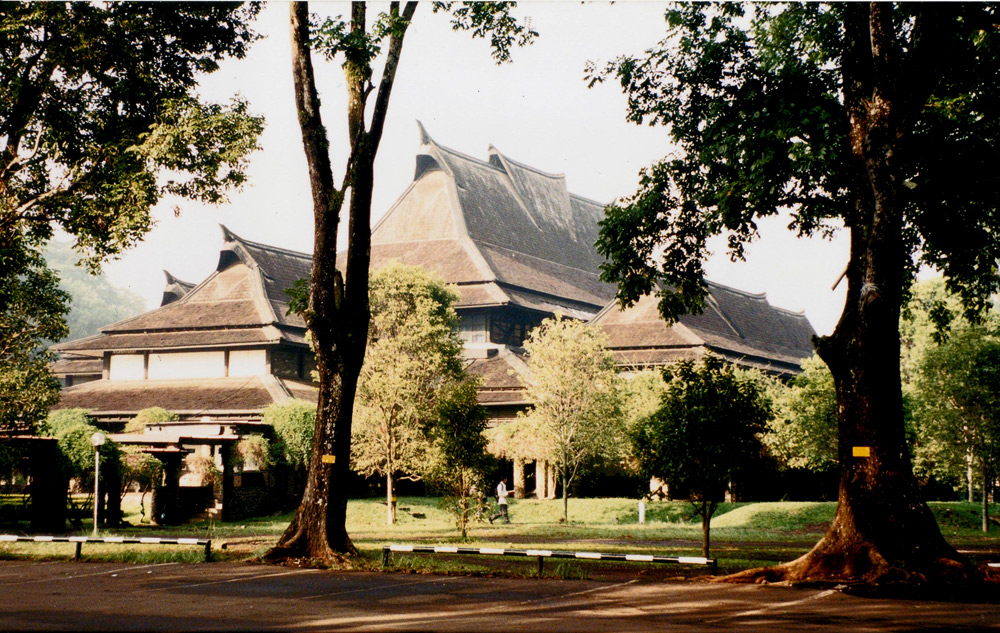
L'Institut technologique de Bandung

## Histoire

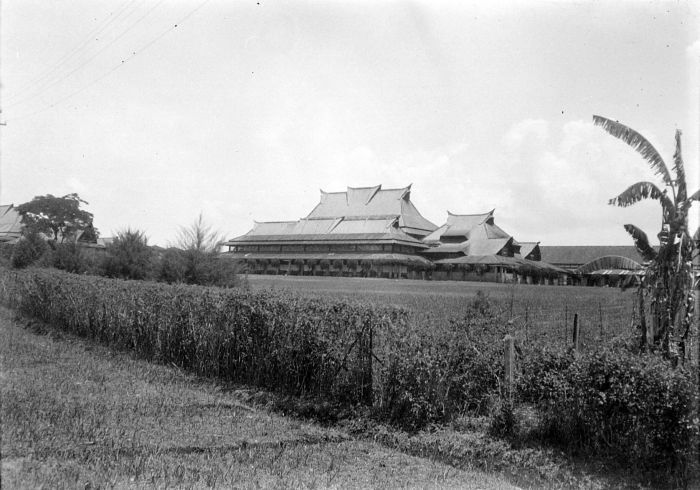
La Technische Hoogeschool te Bandung en 1929

L'ITB est la plus ancienne école d'ingénieurs d'Indonésie. Sa création a pour contexte la difficulté, dans les Indes néerlandaises, de former des ingénieurs et des techniciens à une époque où les liaisons entre les Pays-Bas et leur colonie étaient devenues difficiles à la suite de la Première Guerre mondiale. La Technische Hoogeschool te Bandung ("école supérieure technique de Bandung") est donc créée le 3 juillet 1920. L'école ne possède qu'une seule faculté, la Faculteit van Technische Wetenschap ("faculté des sciences techniques"), avec une seule section, Afdeeling der Weg en Waterbouw ("section des routes et de l'irrigation"). 
Le 2 mars 1959, le gouvernement de l'Indonésie indépendante crée à partir de cette école, qui possède alors cinq facultés, l'Institut Teknologi Bandung.

## Anciens étudiants
- Devina Hermawan, écrivaine, professeure de cuisine et chef indonésienne.